# Шумадия и Западная Сербия
Шумадия и Западная Сербия (серб. Шумадија и западна Србија) — один из пяти статистических регионов Сербии, созданный в 2010 году в соответствии с Номенклатурой территориальных единиц для целей статистики ЕС. Площадь 26 483 кв.км, население (по данным переписи 2011 года) 2 013 тысяч человек, что делает его самым населённым статистическим регионом страны. Код по NUTS2 (фр. nomenclature des unités territoriales statistiques — RS21.

## Состав и социально-экономические показатели
Включает в себя:
- Златиборский округ
- Колубарский округ
- Мачванский округ
- Моравичский округ
- Поморавский округ
- Расинский округ
- Рашский округ
- Шумадийский округ

Шумадия и Западная Сербия является не только самым населённым статистическим регионом страны (28,3 %), но и лидирует по доле сербского населения — 90,5 %. Однако он считается вторым (после Южной и Восточной Сербии) среди экономически неблагополучных: его ВВП составил в 2010 году 19,5 % от произведённого в Сербии или 69,9 % от среднего по стране. Здесь же зафиксирован самый высокий уровень безработицы среди молодёжи: 48 % граждан от 15 до 24 лет не трудоустроены.
Для повышения экономического потенциала региона разработана правительственная программ, которая включает в себя 3 главных шага.
1. Улучшение доступности в регион, интеграцию сельских и городских районов, рациональное использование природных ресурсов и охрана окружающей среды. Показатели эффективности по первому шагу: положительная миграция, увеличение численности населения, увеличение государственных инвестиций, повышение уровня качества воды, воздуха и почвы.
2. Модернизация системы образования, продвижение концепции непрерывного обучения. Предоставление возможности получения новых навыков, по потребностям местной экономики. Поддержка инновационных пилотных инициатив по созданию рабочих мест. Совершенствование и развитие социальных и медицинских услуг. Показатели эффективности по второму шагу: сокращение безработицы, улучшение образовательной структуры населения (в процентах).
3. Повышение доступности и качества существующей инфраструктуры и услуг для поддержки бизнес-исследований.
Стимулирование инноваций в области производства продуктов питания, доступ к рынкам, внедрение стандартов качества и технологических инвестиций в производство агробизнеса. Повышение стандартов качества проживания, питания и дополнительных туристических объектов и услуг. Показатели эффективности по третьему шагу: повышение уровня занятости, увеличение доходов, заработной платы, повышение числа туристов.